# Động vật lớn

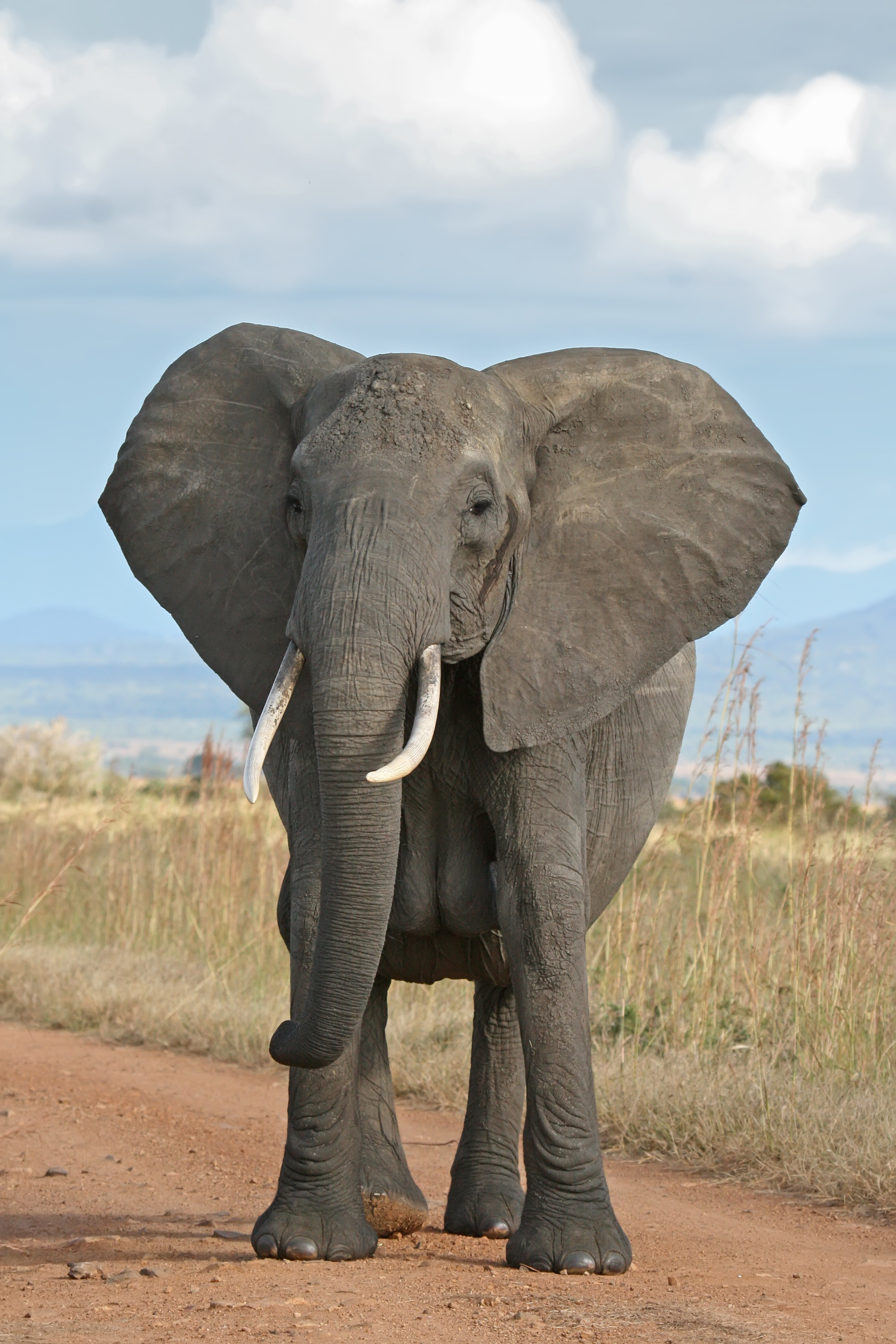
Voi châu Phi là động vật lớn nhất trên cạn

Động vật lớn hay động vật khổng lồ (tiếng Anh: megafauna) là những loài động vật có kích thước to lớn hay thậm chí là rất lớn (khổng lồ), bao gồm các loài động vật ăn cỏ (như voi) động vật ăn thịt (như hổ) các loài bò sát (cá sấu, rồng Komodo), các loài vật ở biển (cá voi). Kích thước của các loài động vật khổng lồ thông thường được xem xét tương quan với kích thước của con người. Nhiều loài động vật khổng lồ được coi là loài có kích thước to lớn nhất trong họ hàng của chúng. Ngoài ra thuật ngữ này cũng đề cập đến các loài động vật đột biến làm kích thước của chúng trở nên to lớn quá thể so với các cá thể cùng loài.

## Một số loài
Nước là môi trường sống của các động vật to lớn nhất. Dài nhất là loài sứa khổng lồ 75 m (bằng 6 chiếc xe buýt nối đuôi nhau), sau đó đến cá voi với chiều dài là 18m, cá sấu, trăn, cá đuối có chiều dài lên đến 8 m. Loài Cá voi xanh Balaenoptera musculus hiện được ghi nhận là động vật còn tồn tại lớn nhất từng được ghi nhận khi có chiều dài 30 mét, cân nặng 177 tấn. Loài động vật nuôi con bằng sữa lớn nhất còn sinh tồn là cá voi xanh. Trên cạn, lớn nhất là Voi bụi rậm châu Phi Loxodonta africana với chiều cao đo được lên tới 3,96 mét, cân nặng hơn 5 tấn.
Động vật Một cung bên không phải thú lớn nhất hiện biết có lẽ thuộc về loài Cotylorhynchus romeri sống ở Bắc Mỹ hồi đầu kỷ Permi. Động vật bò sát lớn nhất hiện còn sống có lẽ là loài Cá sấu cửa sông Crocodylus porosus với chiều dái lên đến 5 mét, cân nặng 450 kg. Loài rắn dài nhất là Trăn gấm Python reticulatus với cá thể được đặt tên Medusa ở Kansas City, Missouri đã liệt kê trong sách kỷ lục Guinness là dài 7,67 mét, cân nặng 158,8 kg. Loài rắn nặng nhất là Eunectes murinus trong Họ Trăn Nam Mỹ Boidae, với cân nặng hơn 200 kg. Đà điểu châu Phi Struthio camelus hiện là loài chim lớn nhất còn sinh tồn, với cân nặng tới 155 kg và chiều cao 2,74 mét ghi nhận cho phân loài Struthio camelus camelus. Danh hiệu loài chim lớn nhất mọi thời đại thuộc về loài trong chi Aepyornis, họ Aepyornithidae, bộ Aepyornithiformes, liên bộ Palaeognathae, phân lớp Neornithes với chiều cao tới 3 mét, cân nặng khoảng 400 kg.
Động vật lưỡng cư. Lưỡng cư lớn nhất còn sống là loài Kỳ giông khổng lồ Trung Quốc Andrias davidianus với chiều dài tới 1,83 mét và cân nặng 64 kg. Kỷ lục trong Liên lớp Cá xương Osteichthyes thuộc về Mola mola trong Lớp Cá vây tia Actinopterygii với chiều dài 4,2 mét, cân nặng 2,300 kg. Lớp Cá vây thùy Sarcopterygii có loài Latimeria chalumnae với chiều dài lên tới 2 mét, cân nặng 80 kg. Kỷ lục về chiều dài thuộc về Regalecus glesne trong họ Regalecidae, bộ Lampriformes với kỷ lục dài 17 mét. Động vật không xương sống Động vật không xương sống thông thường có trọng lượng nhẹ hơn động vật có xương sống, mặc dù nhiều loài có chiều dài hơn rất nhiều. Động vật thân lỗ. Loài thân lỗ lớn nhất còn sống là Xestospongia muta cao 2,4 mét. Sứa bờm sư tử Cyanea capillata là loài sứa lớn nhất với đường kính lên tới 2,29 mét. xúc tu dài hơn 36 mét. Bipalium kewense thuộc bộ Tricladida, lớp Turbellaria là loài giun dẹp lớn nhất với chiều dài tới 0,6 mét. Loài giun Placentonema gigantissima họ Tetrameridae, bộ Spirurida, lớp Secernentea sống ký sinh trong cá nhà táng có thể dài tới 9 mét. Ngành Giun đốt có loài Microchaetus rappi dài 6,7 mét và nặng 1,5 kg. Động vật da gai Loài da gai nặng nhất là Thromidia gigas lớp sao biển với cân nặng tới 6 kg. Nemertea Loài giun dây giày Lineus longissimus có lẽ là loài động vật dài nhất còn sinh tồn, với chiều dài của một cá thể bắt được năm 1864 lên tới 55 mét. Động vật Chân khớp 
Chân khớp nặng nhất là Homarus americanus với cá thể bắt được năm 1977 có cân nặng lên đến 20,14 kg.

### Cá voi
Cá voi xanh được xem là động vật lớn nhất trên thế giới sống trong đại dương. Độ dài của một con cá voi xanh trưởng thành có thể là từ 23m đến 30,5m hoặc đến 35 m và nặng khoẳng 130 đến 150 tấn, con nặng nhất có thể lên tới 190.000 kg. Trọng lượng của cá voi xanh có thể tương đương với trọng lượng của 1500 người đàn ông hoặc 24 con voi. Trái tim của cá voi xanh tương đương với một chiếc xe hơi dài hơn 1m và hơn 50 người có thể đứng vừa trên lưỡi của cá voi xanh. Một con voi trưởng thành cũng chỉ tương đương với một con cá voi xanh mới sinh. Cá voi xanh hầu như chỉ ăn những sinh vật nhỏ giống tôm, tép... gọi chung là loài nhuyễn thể. Trong suốt mùa hè, cá voi xanh ăn rất nhiều, số lượng thức ăn được tiêu thụ mỗi ngày đáng kinh ngạc, 3,6 tấn (7,900 pao) hoặc hơn. Điều này có nghĩa nó có thể ăn đến 40 triệu nhuyễn thể một ngày và số calo cần có hàng ngày của một con cá voi xanh trưởng thành trong khoảng 1,5 triệu. Loài cá nhám voi khổng lồ dài 18 m từ đầu tới đuôi và nặng 40.000 kg.

### Voi
Voi châu Phi là động vật trên cạn lớn nhất. Một con voi trưởng thành có thể cao tới 4m và dài tới 6m. Nó cũng là động vật cao thứ hai trong số các động vật trên cạn với 4 m chiều dài cả vòi. (hươu cao cổ dẫn đầu với chiều cao 6m). Trọng lượng của một con voi trưởng thành lên tới 7 – 8 tấn, tương đương trọng lượng của 165 người đàn ông. Trong số đó, Voi bụi rậm châu Phi là động vật sống trên mặt đất lớn nhất thế giới. Voi bụi rậm châu Phi trưởng thành nói chung không có kẻ thù tự nhiên do kích thước lớn của nó, nhưng những chú voi con (đặc biệt là lúc mới sinh) dễ bị sư tử và cá sấu tấn công, và thỉnh thoảng cũng bị báo và linh cẩu tấn công. Voi còn nổi tiếng phàm ăn, mỗi ngày một con voi trưởng thành ngốn hết 200 kg cỏ khô, uống hết 200 lít nước.

### Hươu cao cổ
Hươu cao cổ là động vật móng guốc có vú ở châu Phi và là động vật sống trên cạn cao nhất trên thế giới. Nó đứng cao 5 – 6 m và có trọng lượng trung bình 1.600 kg đối với con đực và 830 kg đối với con cái. Hươu cao cổ có một chiếc cổ cực kỳ dài, có thể hơn 2 m, chiếm gần một nửa chiều cao của con vật, tổng cộng, con hươu với cái cổ dài nhất cũng chỉ được 6 m. Cổ dài là kết quả của sự không cân đối các đốt sống cổ, chứ không phải từ việc bổ sung thêm các đốt sống.

### Hải tượng
Hải tượng miền Nam là động vật ăn thịt lớn nhất hiện nay. Kích thước của giống hải cẩu này cho thấy dị hình lưỡng tính cực đoan, có thể thấy bất kỳ động vật có vú nào, những con đực thường nặng hơn so với con cái 5 – 6 lần. Trong khi những con cái nặng trung bình 400 – 900 kg và dài 2,6 – 3 m, thì các con đực nặng trung bình từ 2.200 đến 4.000 kg và dài 4,5 – 5,8 m. Con đực có kích thước kỷ lục ở Possession Bay, Nam Georgia, vào ngày 28 tháng 2 năm 1913, đo được 6,85 m và ước tính trọng lượng là 5.000 kg. Hải tượng miền Nam lặn nhiều lần, mỗi lần hơn hai mươi phút để săn con mồi – mực và cá – ở độ sâu từ 400 đến 1.000m. Hải cẩu voi chỉ quen ăn động vật biển, còn con người không nằm trong thực đơn của loài vật khổng lồ này. Loài hải cẩu này còn có vòi lớn tương tự như voi, có thể phát ra những tiếng rống điếc tai.

### Gấu
Động vật ăn thịt sống trên đất lớn nhất là Gấu trắng Bắc cực, gấu Kodiak – một phân loài của gấu nâu. Vì chúng có kích thước cơ thể tương tự, không xác định được rõ ràng loài nào lớn hơn. Trong cả hai loài, chiều cao vai được đo là hơn 1,6 m và tổng chiều dài là 3,05 m. Trọng lượng gấu bắc cực và nâu nặng nhất được ghi nhận lần lượt là 1.003 kg và 1.135 kg. Hóa thạch loài gấu Arctotherium angustidens được phát hiện ở Nam Mỹ năm 2011 có cân nặng xấp xỉ 1600 kg.

### Bò tót
Bò tót hoang Ấn Độ có chiều cao 3 m, là loài bò tót lớn nhất thế giới. Chúng băng qua những cánh rừng và đồng cỏ Ấn Độ, đôi khi tấn công cả vườn tược. Trong số các loài động vật ăn cỏ cỡ lớn, chỉ có voi, tê giác và hươu cao cổ là có thể địch được với loài bò này về chiều cao hay cân nặng. Tuy hiền lành hơn trâu rừng châu Phi nhưng với cân nặng lên tới 1,6 tấn, chúng có khả năng gây chết người. Do nạn săn bắn trái phép và phá hủy môi trường, bò tót hoang Ấn Độ cũng đang nằm trong danh sách bị đe dọa tuyệt chủng.

### Cá sấu
Loài bò sát lớn nhất là cá sấu nước mặn với chiều dài: 5m, trọng lượng: 2,1 tấn. Chúng được tìm thấy trong môi trường sống phù hợp từ miền Bắc Australia thông qua khu vực Đông Nam châu Á đến bờ biển phía đông của Ấn Độ. Trọng lượng một con cá sấu nước mặn đực trưởng thành là 409 đến 1.000 kg và chiều dài bình thường là 4,1 – 5,5 m. Tuy nhiên, con đực trưởng thành có thể vượt quá 6 m và cân nặng nhiều hơn so với 1.000 kg. Các giống cá sấu còn tồn tại chỉ đạt hoặc vượt quá 4,8 m. Cá sấu nước mặn là một động vật ăn thịt, có khả năng tấn công gần bất kỳ động vật nào đi vào lãnh thổ của nó, hoặc trong mặt nước hoặc trên đất liền.

### Cá
Cá mập voi hay còn được gọi là cá nhám voi là loại cá lớn nhất với chiều dài 13,6m, trọng lượng 24 tấn). Cá đuối gai lớn nhất trong những loài cá đuối sống trên nước ngọt, cá đuối gai độc có tên khoa học là Himantura polylepis cũng là một trong những loài cá lớn nhất thế giới. Các nhà nghiên cứu cho rằng, những cá này chẳng thay đổi gì nhiều trong suốt quá trình sinh trưởng và phát triển kéo dài hàng triệu năm qua. Ở sông Colorado, Bắc Mỹ, cá tuế có kích thước vượt trội với chiều dài 1,8 m và nặng tới 35 kg. Với kích thước lớn, cá tuế ăn những loài cá nhỏ hơn, nhưng cũng dễ bị ảnh hưởng bởi những thay đổi của môi trường sống và đang trở thành loài động vật cần được bảo tồn.
Goonch là loài cá da trơn khổng lồ, ăn thịt, sống trên các dòng sông chảy siết ở nhiều nước châu Á, đặc biệt là khu vực gềnh thác của những dòng sông bắt nguồn từ dãy Himalaya và nhánh chính trên thượng nguồn sông Mekong. Tuy khá khỏe mạnh và hung hãn nhưng số lượng loài cá này đang giảm mạnh bởi mức độ ô nhiễm ngày càng gia tăng trên các dòng sông. cá Goonch còn gây sự chú ý mạnh mẽ vì bị coi là loài động vật ăn thịt người. Không ít người Ấn Độ tin rằng, xác người cháy dở sau nghi lễ hỏa táng chính là thức ăn của loài cá này. Tuy nhiên, việc tận diệt kèm theo sự thay đổi của môi trường khiến những con cá Goonch không thể phát triển cơ thể tới mức đủ lớn để tấn công con mồi kích thước tương tự con người.
Ở Việt Nam, người dân hai bên sông Kinh Môn, đoạn chảy qua huyện Kim Thành và Kinh Môn, thuộc tỉnh Hải Dương, đều biết đến những câu chuyện huyễn hoặc, nửa thật nửa đồn, về những con cá khổng lồ ở sông. Sông Kinh Môn có nhiều cá lớn, nhưng cá trắm đen nặng vài tạ khó kiếm vì thường chúng chỉ đến vài chục kg. Những con trắm đen nặng đến 40–50 kg, cực kỳ khó bắt. Trắm đen thường ẩn ở những vũng sâu, hoặc nó đào ổ dưới lòng sông, nên lưới vét kéo qua chỉ lướt trên mặt bùn, không vét cá vào được. Cũng có khi, quây lưới được, nhưng nó phóng một cái thì lưới nào cũng toạc. Cá trắm đen nặng vài chục kg, thậm chí đến ngót tạ, thì có thể có. Chuyện cá trắm đen khổng lồ ở Việt Nam là có thật đã có những con cá trắm đen nặng 60–70 kg, thậm chí ngót tạ, bắt được ở Việt Nam, tuy nhiên, cá trắm đen nặng vài tạ thì chưa từng thấy.
Người ta đồn có con cá lớn, to như con trâu, cứ quẫy uỳnh oàng ở đó suốt ngày, thi thoảng ngóc đầu thên thở phì phì, ở chỗ cống, có một "ông cá Thần" nặng mấy tạ, to như tàu ngầm, cứ lừ đừ dưới sông. Khi biển Đông hình thành bão, hoặc mây đen vần vũ, thì nó lại thò lên khỏi mặt sông cái đầu đen sì, khổng lồ, như thể mũi của tàu ngầm ở đoạn sông có cống, nó đã ở khúc sông Kinh Môn nhiều năm qua, "cụ cá Thần" này hiển linh trong thân thể một con trắm đen khổng lồ. Mỗi lần cá khổng lồ vào ăn, thì cả một khoảng sông mênh mông đục ngàu, sủi bọt trắng xóa. Con cá trắm đen, có cái đầu to bằng vành lốp ô tô, phải 2 người ôm cái vòng đầu nó không hết. Con trắm đen nhô hẳn đầu lên, thở phì một cái, bắn cả nước lên thuyền, nó mở cái mắt to như miệng chén, cú ngụp của nó, tạo ra sóng mạnh, ít nhất con cá đó phải nặng 3 tạ đến 5 tạ, con trăm đen phải to bằng thùng phi.
Tại một hồ câu khu vực Phùng (Cầu Diễn, Hà Nội), đã câu được con Cá trắm đen nặng gần 27 kg. Con cá khổng lồ dài hơn một mét này có vẩy to gần bằng miệng chén, hàm răng đều tăm tắp mỗi chiếc to bằng ngón tay. Sau 3 tiếng cấu, phao từ từ chìm xuống, khi giật lên phát hiện là cá trắm đen đã dính lưỡi. Sau 45 phút dòng kéo làm cho con cá khổng lồ này mệt, cần thủ đã chiến thắng và lôi được nó lên bờ. Con cá này dài hơn 1 mét, có hàng trăm chiếc vẩy to bằng miệng chén, còn hàm răng thì đều tăm tắp, trắng phau, chiếc nào chiếc nấy to bằng ngón tay. Vẩy cá được so sánh với chiếc bật lửa zippo, còn răng cá được so sánh với chiếc USB
Hồ Tây từng tồn tại rất nhiều trắm đen khổng lồ nhưng thỉnh thoảng có trắm đen ở Hồ Tây nặng tới hai ba chục kg,trưng bày một tiêu bản cá trắm đen nặng tới 46 kg. Giống cá trắm đen rất khôn, thấy động là rúc xuống bùn, nằm im trong ổ, hoặc dựa vào những vật cản. Khi những con trắm đen cùng các loài cá khác được đưa lên bờ, lập tức có một đội ngũ công nhân dùng dao, rìu bổ đầu lấy trung khu thần kinh chỉ đạo bộ máy sinh dục trong não cá. Thứ này được chuyển đến những trại cá giống trên khắp cả nước để chiết xuất thuốc kích thích, tiêm vào những con cá chửa để chúng đẻ được. Con "quái vật" khủng nhất tóm được ở Hồ Tây vào năm 1988, là một con trắm đen lớn chưa từng có, nặng tới 90 kg, tương đương một con lợn siêu nạc. Con trắm đen nặng 90 kg là kỷ lục của Hồ Tây. Có con 2,5 tạ ở Việt Trìkhông có chiếc cân nào chịu được con trắm đen khổng lồ nàydùng thước đo thì thấy nó dài hơn 3m, ước chừng nặng trên 2,5 tạ.Có lẽ, đây là con trắm đen lớn nhất từ trước đến nay, không những ở Việt Nam mà không chừng lớn nhất thế giới.

### Chim
Đà điểu châu Phi là loài chim lớn nhất với chiều cao: 2,1 m, trọng lượng: 156 kg. Loài chim biển lớn nhất hành tinh chính là chim hải âu. Trong số 21 loài hải âu trên khắp thế giới, lớn nhất là hải âu du mục, với sải cánh tới 3,5 m và cân nặng tới 13 kg. Loài chim vua của biển cả lợi dụng khối lượng cơ thể lớn để tạo đà đẩy đôi cánh, giúp chúng bay được rất xa và có thể đạt kỉ lục bay 6,000 km trong vòng 12 ngày. Đây là loài chim ăn đêm, thức ăn chính là mực và cá bơi sát mặt nước. Không một loài chim nào trên thế giới có sải cánh dài hơn hải âu du mục.

### Khác
Động vật lưỡng cư so với các loại khác thì nhỏ hơn khá nhiều nhưng loài lưỡng cư lớn nhất là kỳ nhông của Trung Quốc với chiều dài: 1,83m, trọng lượng 64 kg mặc dù nó hiếm khi đạt đến kích thước này. Loài vật này sống trong các dòng suối trên núi đá và hồ ở Trung Quốc. Loài mực quái vật khổng lồ từng được nhắc đến trong thần thoại Hy Lạp nhưng trên thực tế, chúng từng được phát hiện tại Tân Ban Nha. Chiều dài đo của con mực này lên đến 9m và chúng nặng 180 kg. Đây là loài động vật không xương sống lớn nhất thế giới. Ếch Goliath ở vùng đầm lầy Tây-Trung Phi nặng tới 3 kg và có kích cỡ của một chú chó con. Thực đơn của loài ếch lớn nhất thế giới này không phải sâu bọ mà là rùa non. Ếch Goliath chỉ có duy nhất một đối thủ không nặng ký bằng, đó là loài ễnh ương châu Mỹ ăn thịt chim non. Trăn đá châu Phi là loài rắn lớn nhất ở lục địa đen với kích thước, khối lượng khổng lồ và đôi khi người ta mổ bụng chúng còn thấy cả xác người. Mỗi năm, có hàng trăm trường hợp ghi nhận loài trăn đá tấn công người và cũng có không ít vụ chúng nuốt chửng những đứa trẻ, thậm chí là người trưởng thành. Ngoài ra, tê giác và hà mã cũng có cân nặng đáng kể, 3.000 kg mỗi con.

### Côn trùng
Các loài côn trùng như ong khổng lồ châu Á khi phát triển có thể dài đến 5 cm và vết cắn của nó khoảng 6mm. Độc tính của nó có thể gây suy thận. Với độ dài cánh lên đến 17 cm và nặng gấp 3 lần một con chuột trưởng thành, loài dế weta được mệnh danh là loài côn trùng lớn nhất thế giới. Nó được phát hiện vào năm 2011 tại Little Barrier Island, New Zealand. Rết khổng lồ có thể phát triển chiều dài lên đến 45,7 cm và có thể hạ gục một chú chuột nhỏ một cách dễ dàng. Có nguồn gốc từ Trung và Nam Mỹ năm 2005, một con rết có chiều dài khoảng 25 cm đã được phát hiện tại một căn hộ ở phía Bắc Luân Đôn. Mặc dù nó có nọc độc nhưng không thể gây tử vong với con người, thậm chí còn được sử dụng để chữa bệnh như đau đầu, thậm chí là cả bệnh ung thư tại một số nơi trên thế giới. Loài ruồi trâu này có thể phát triển với chiều dài lên đến 3 cm được tìm thấy ở phía Tây Hampshire. Được biết, chúng có thể cắn con người và gây đau như là bị dao cắt.

## Hình

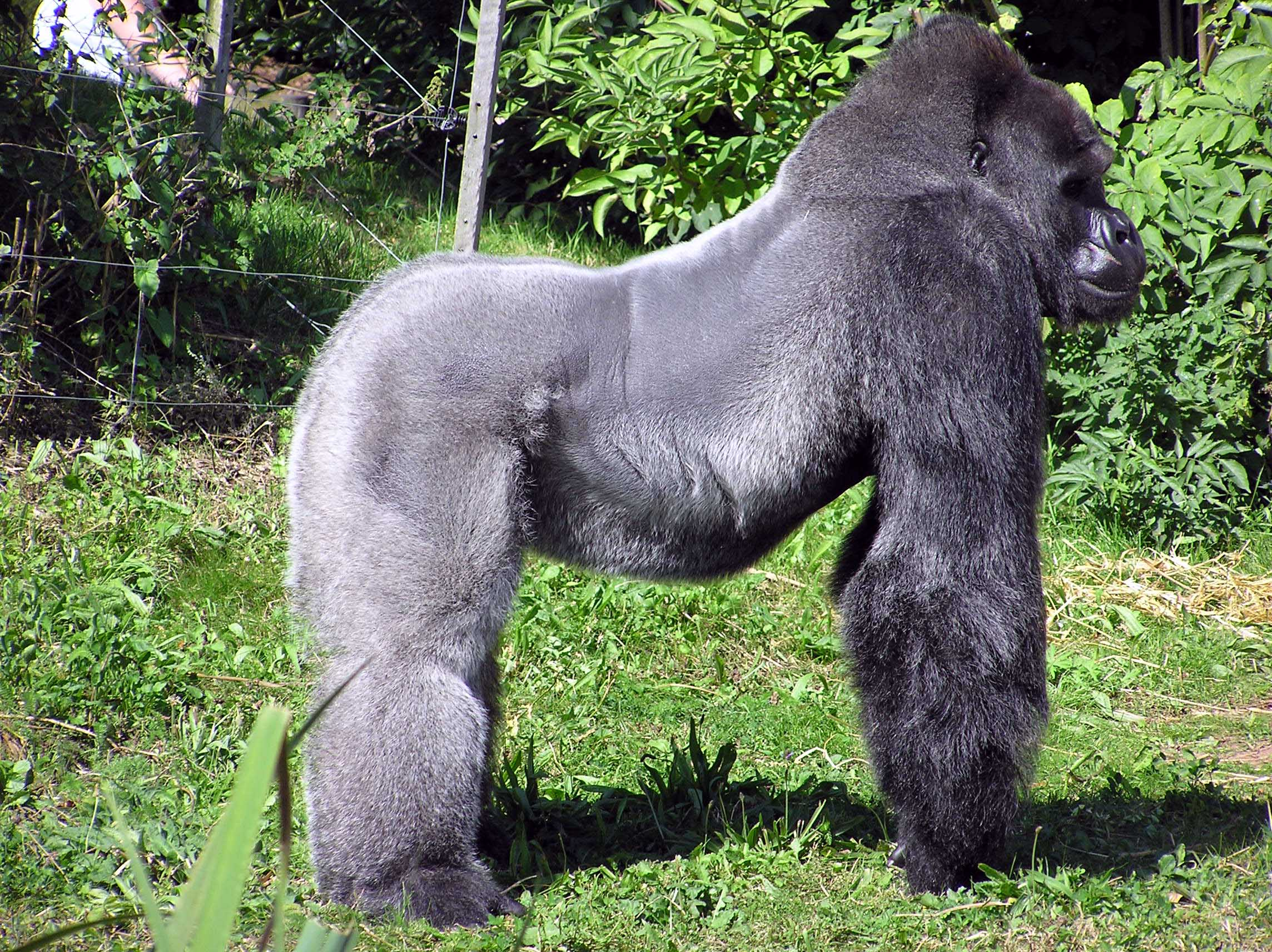
Khỉ đột động vật to lớn nhất trong các loài linh trưởng.
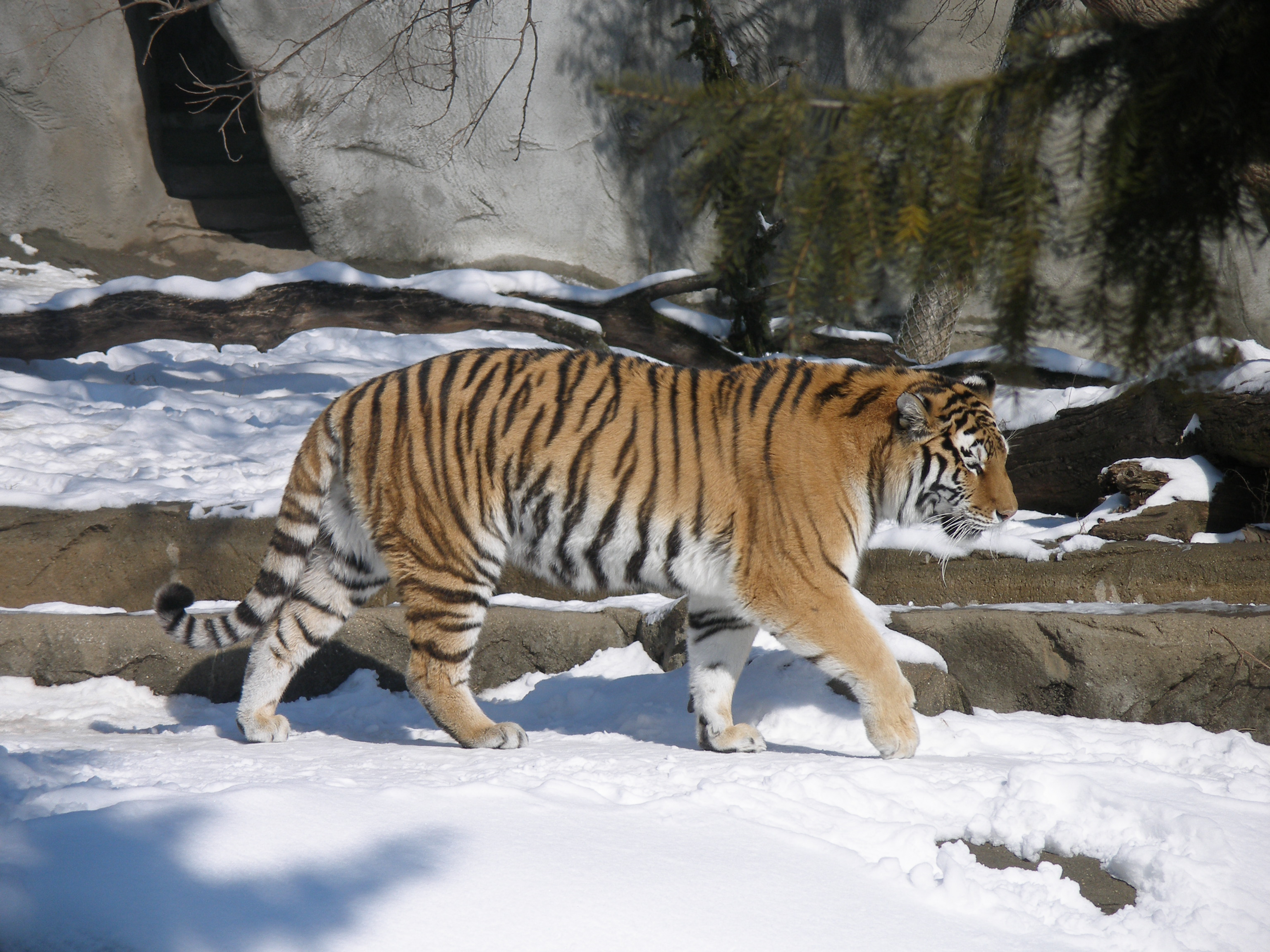
Hổ Mãn Châu động vật lớn nhất trong họ nhà mèo.
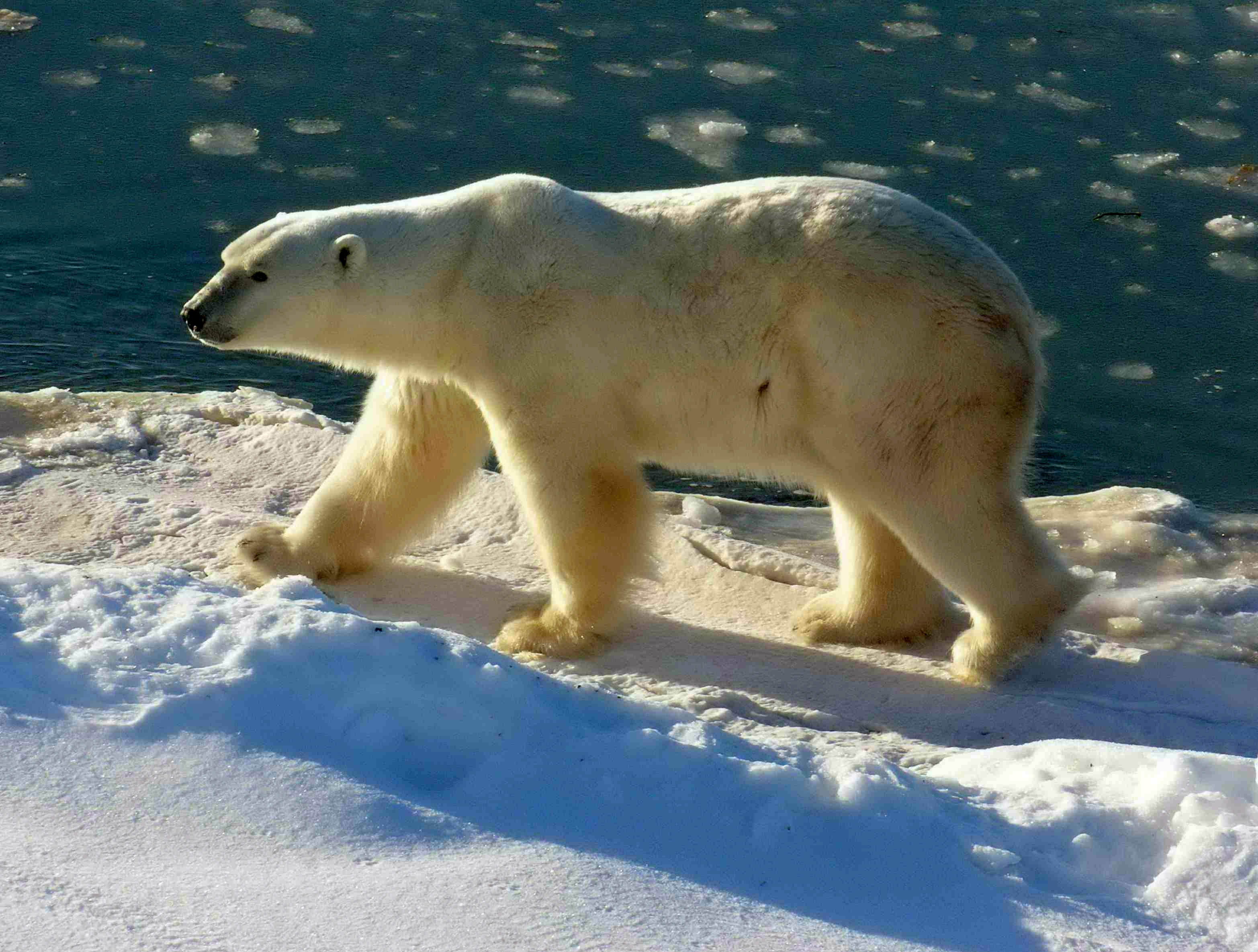
Gấu trắng Bắc Cực lớn nhất trong họ nhà gấu.
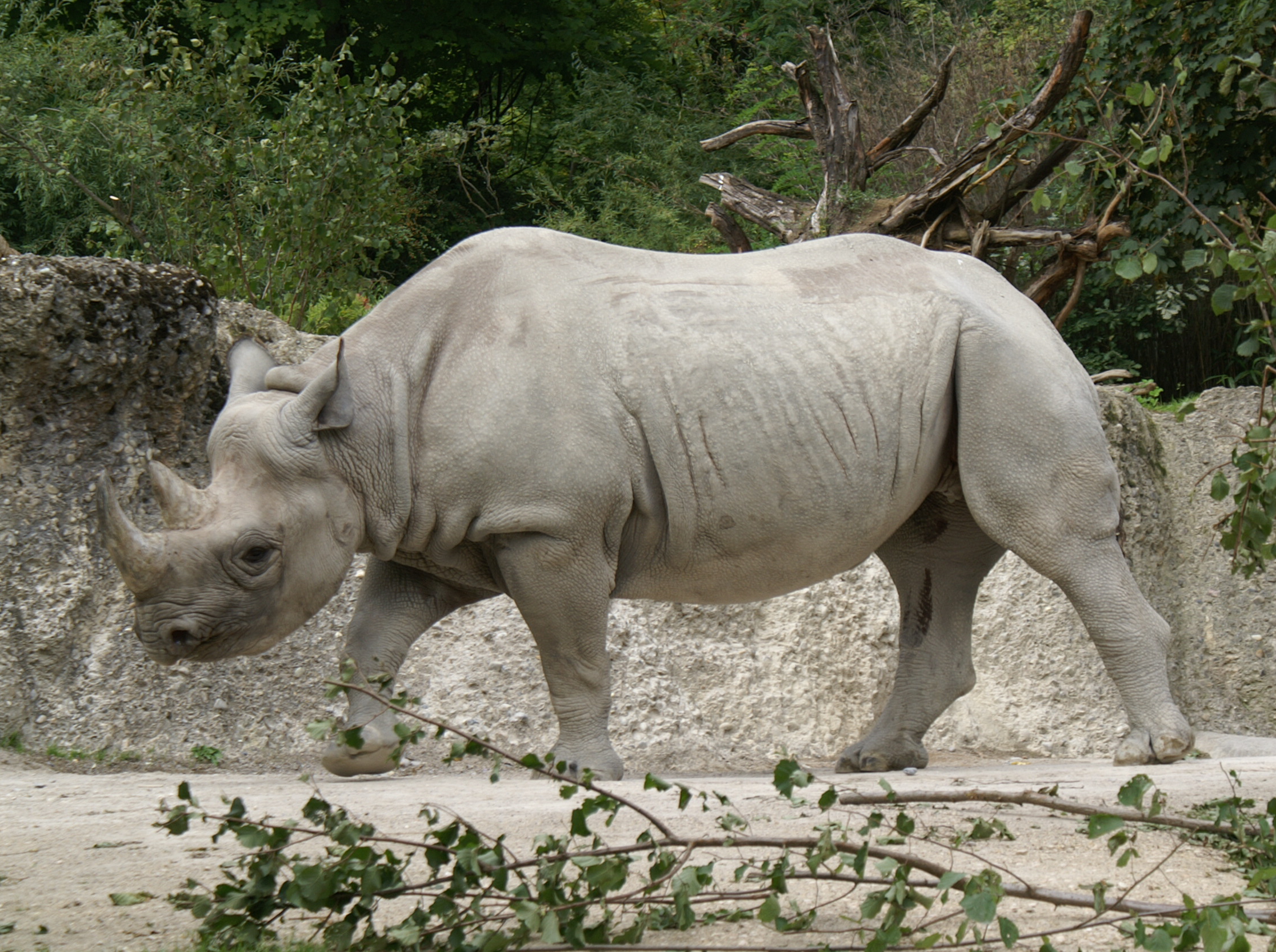
Tê giác.
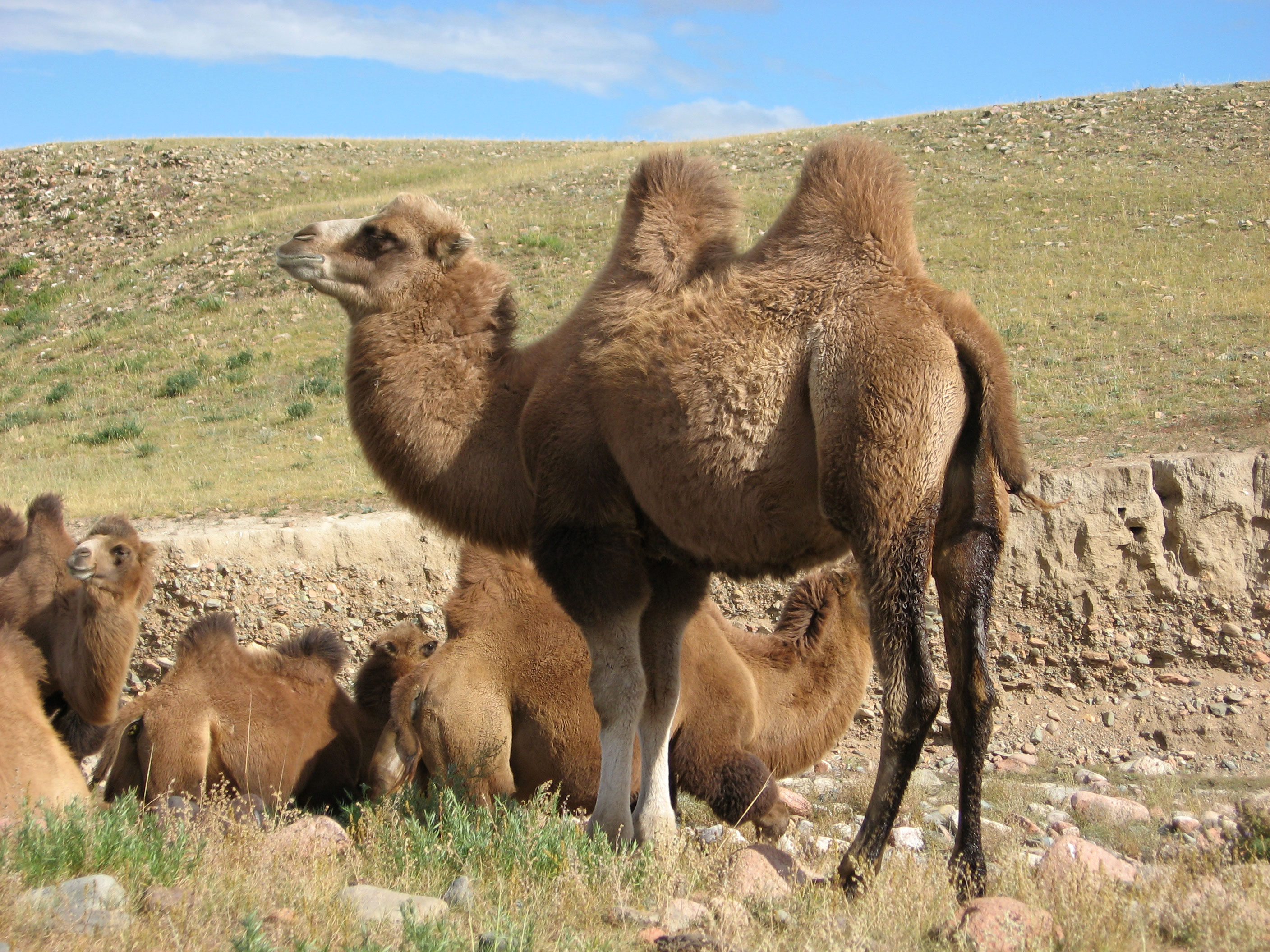
Lạc đà.
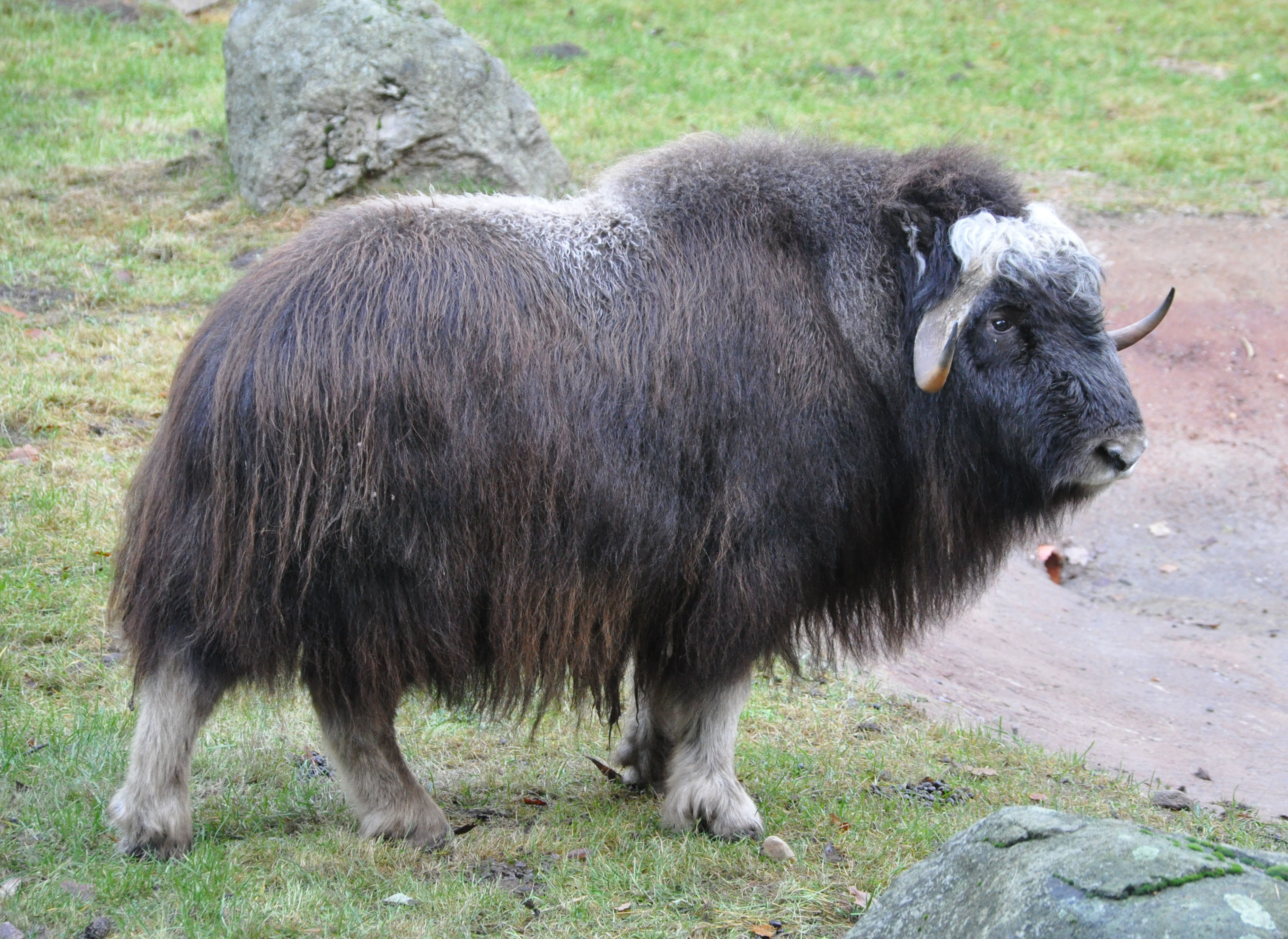
Bò xạ.
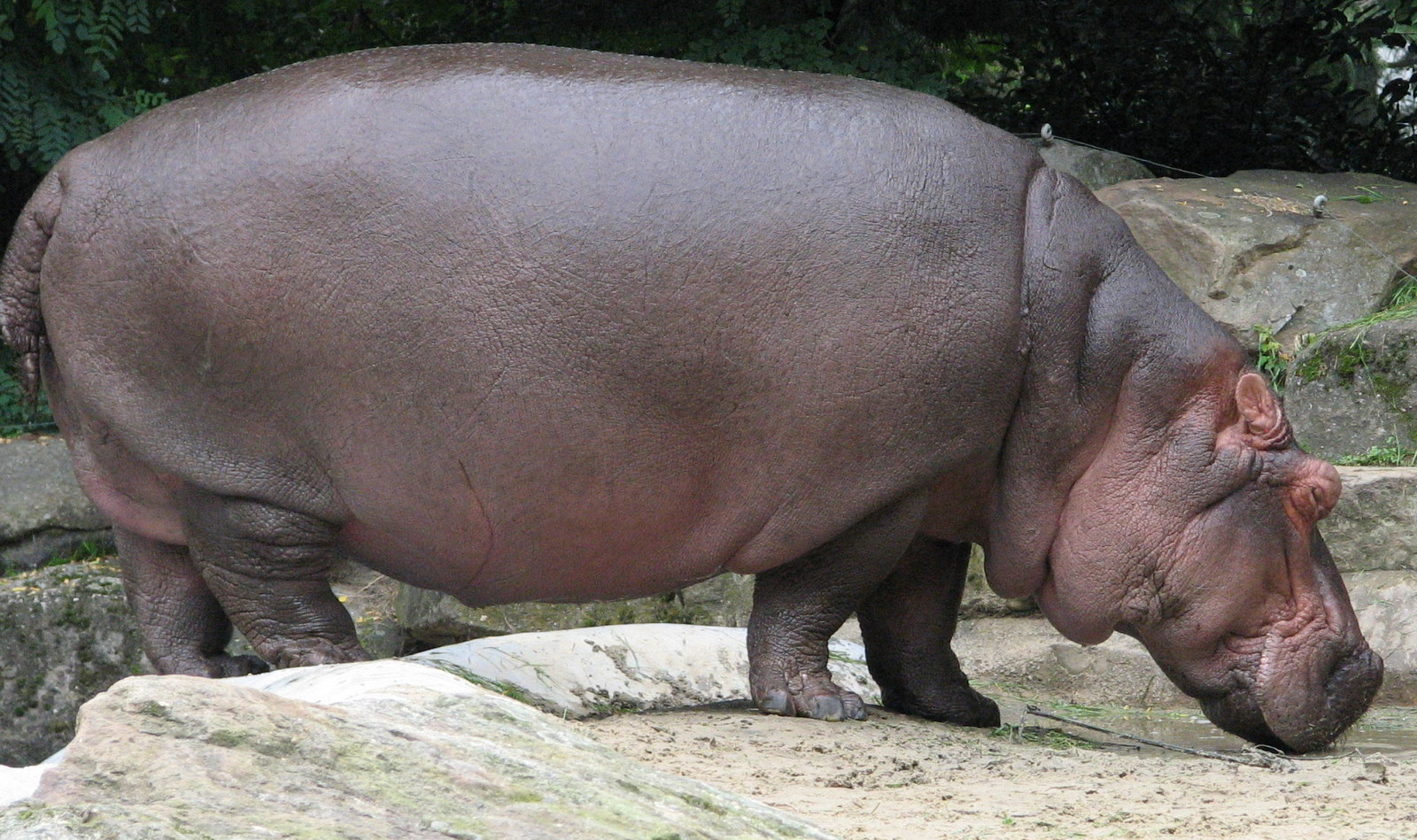
Hà mã.
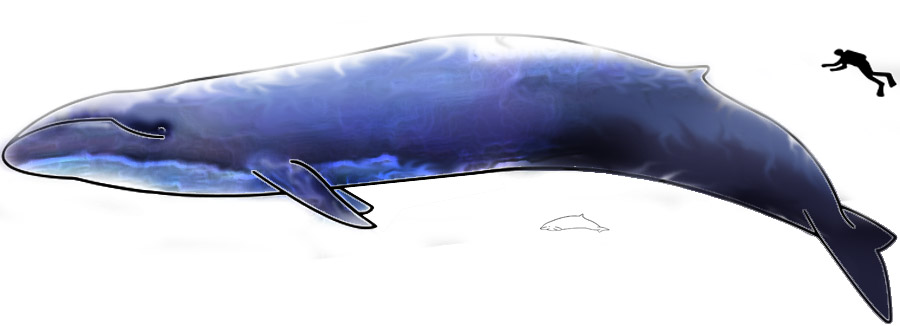
Cá voi.
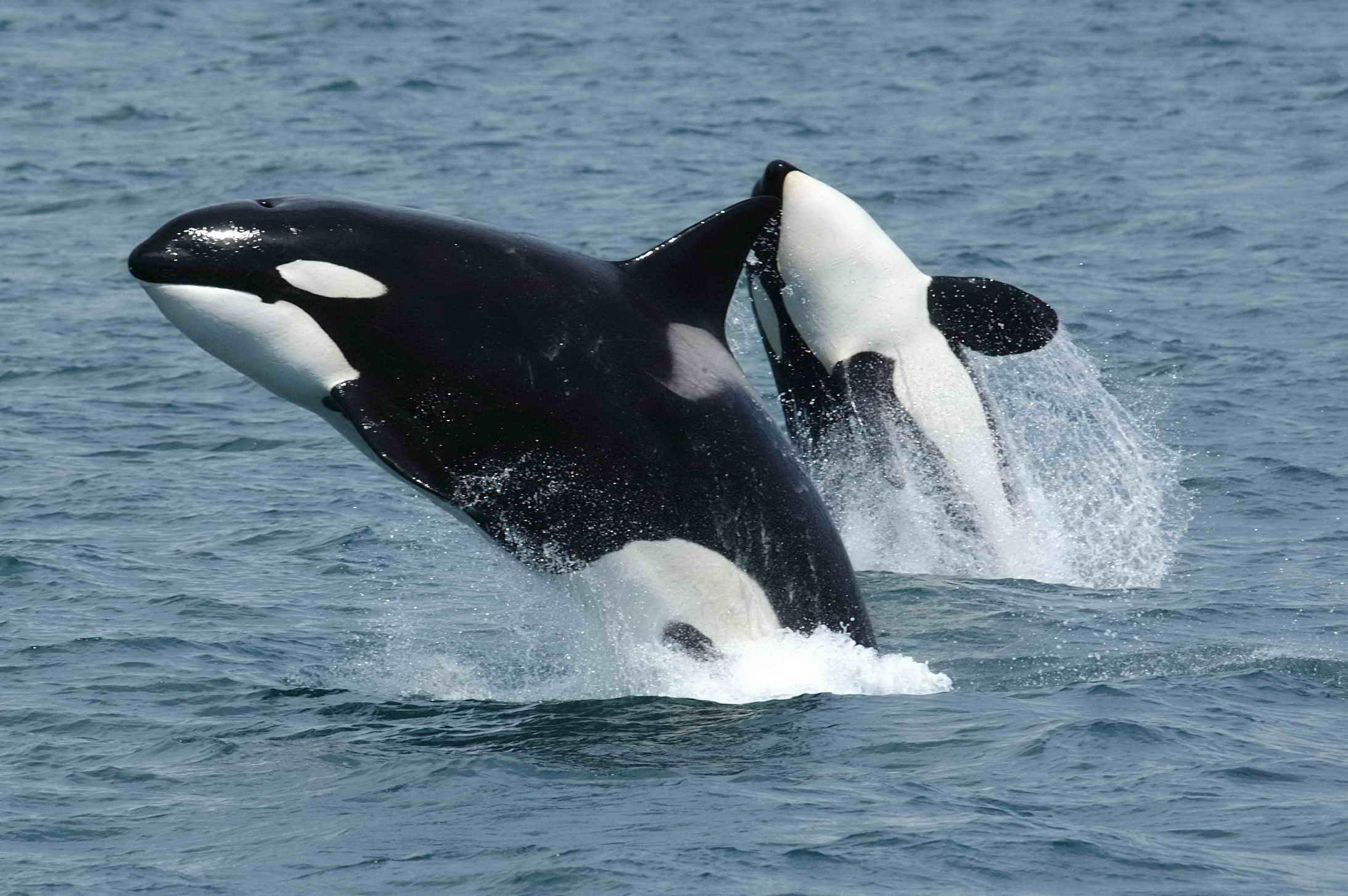
Cá hổ kình.
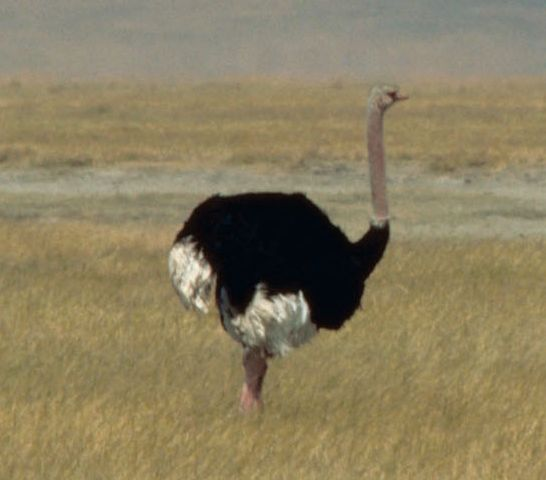
Đà điểu
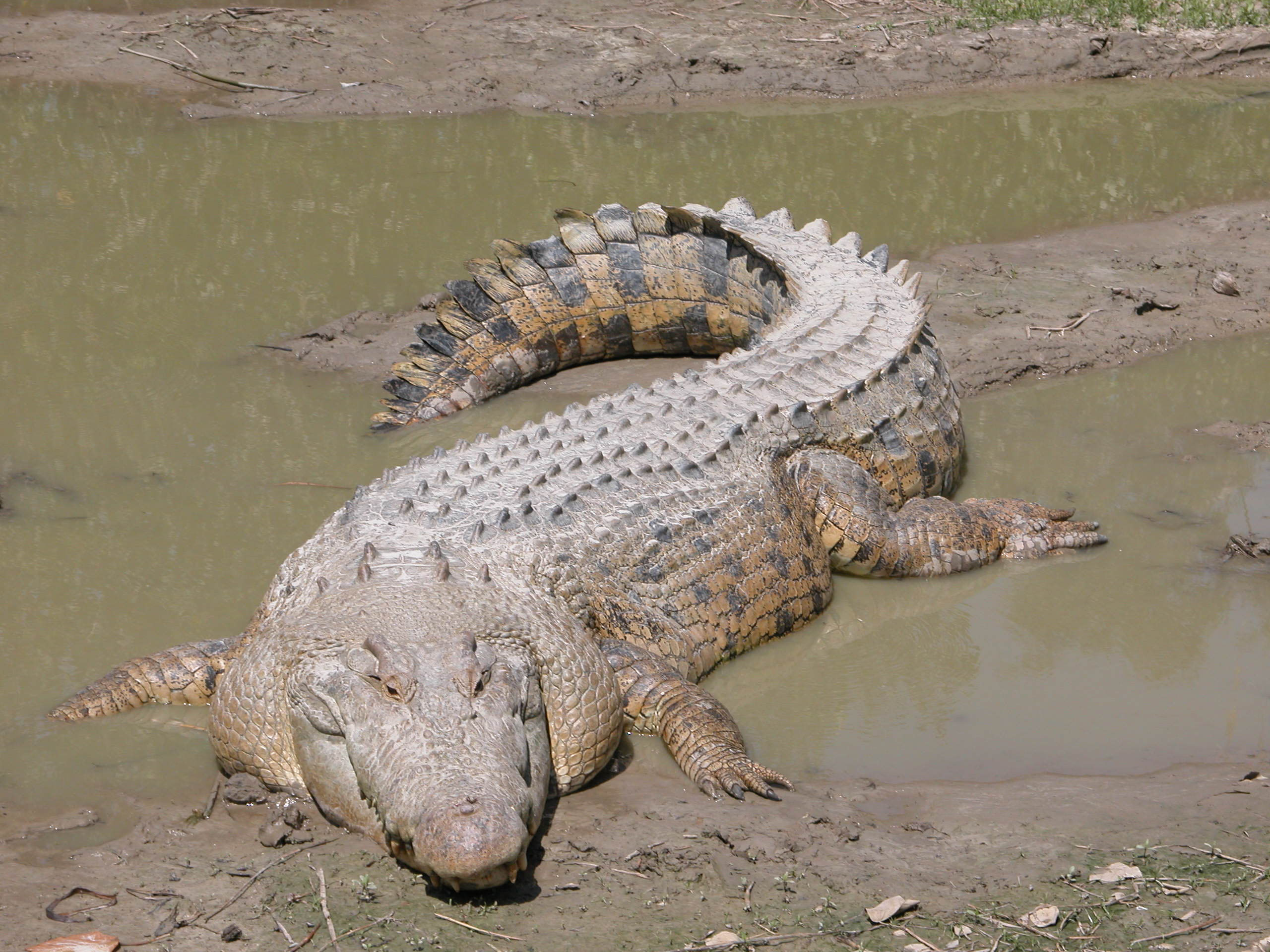
Cá sấu nước mặn.
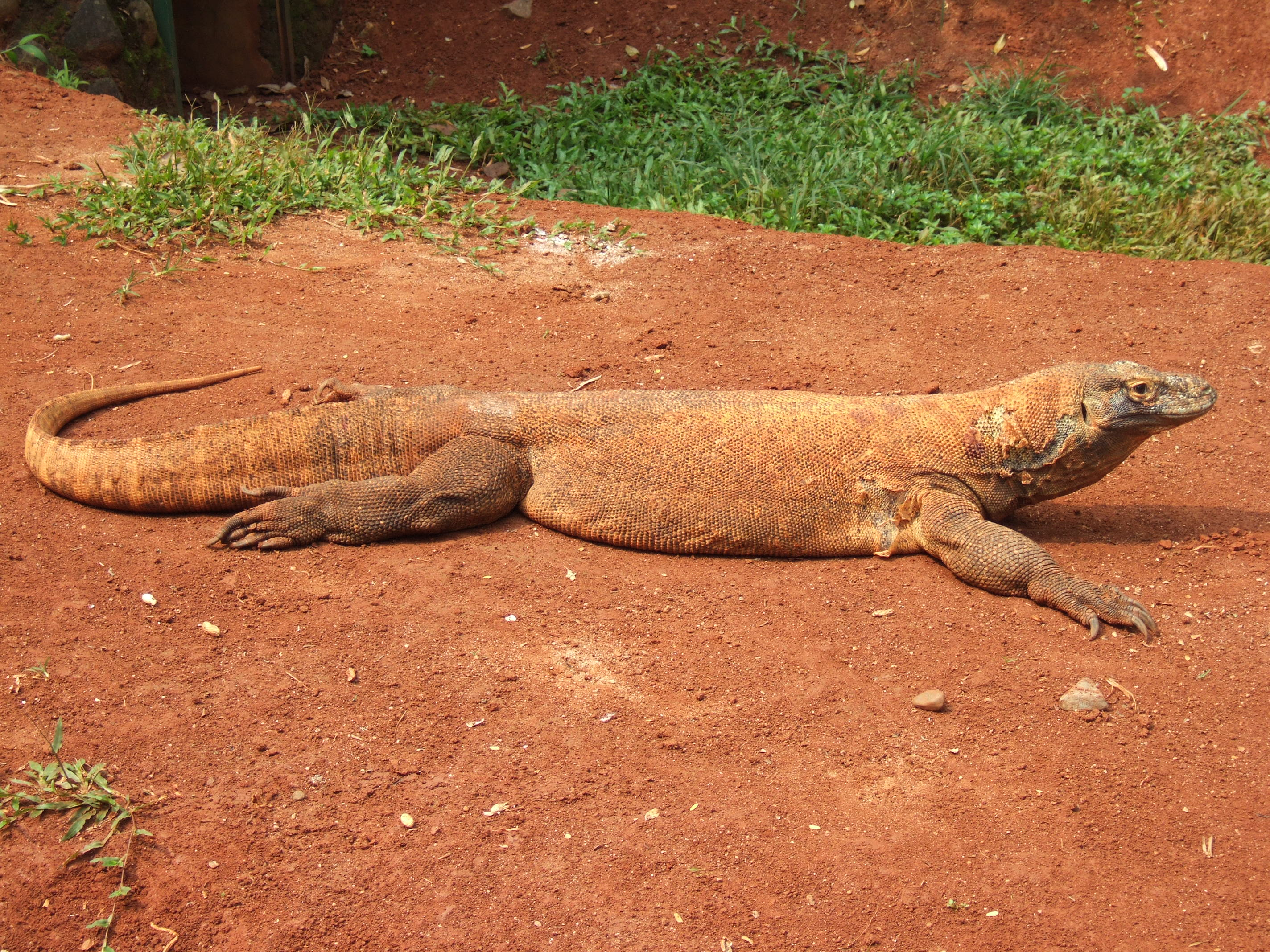
Rồng Komodo.
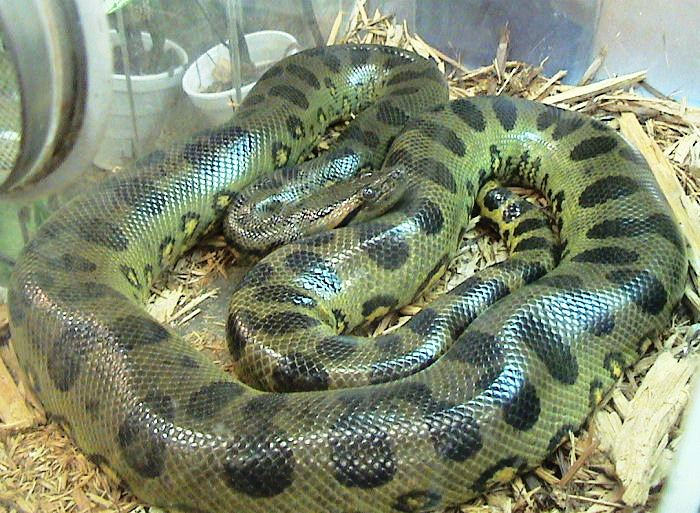
Trăn anaconda.
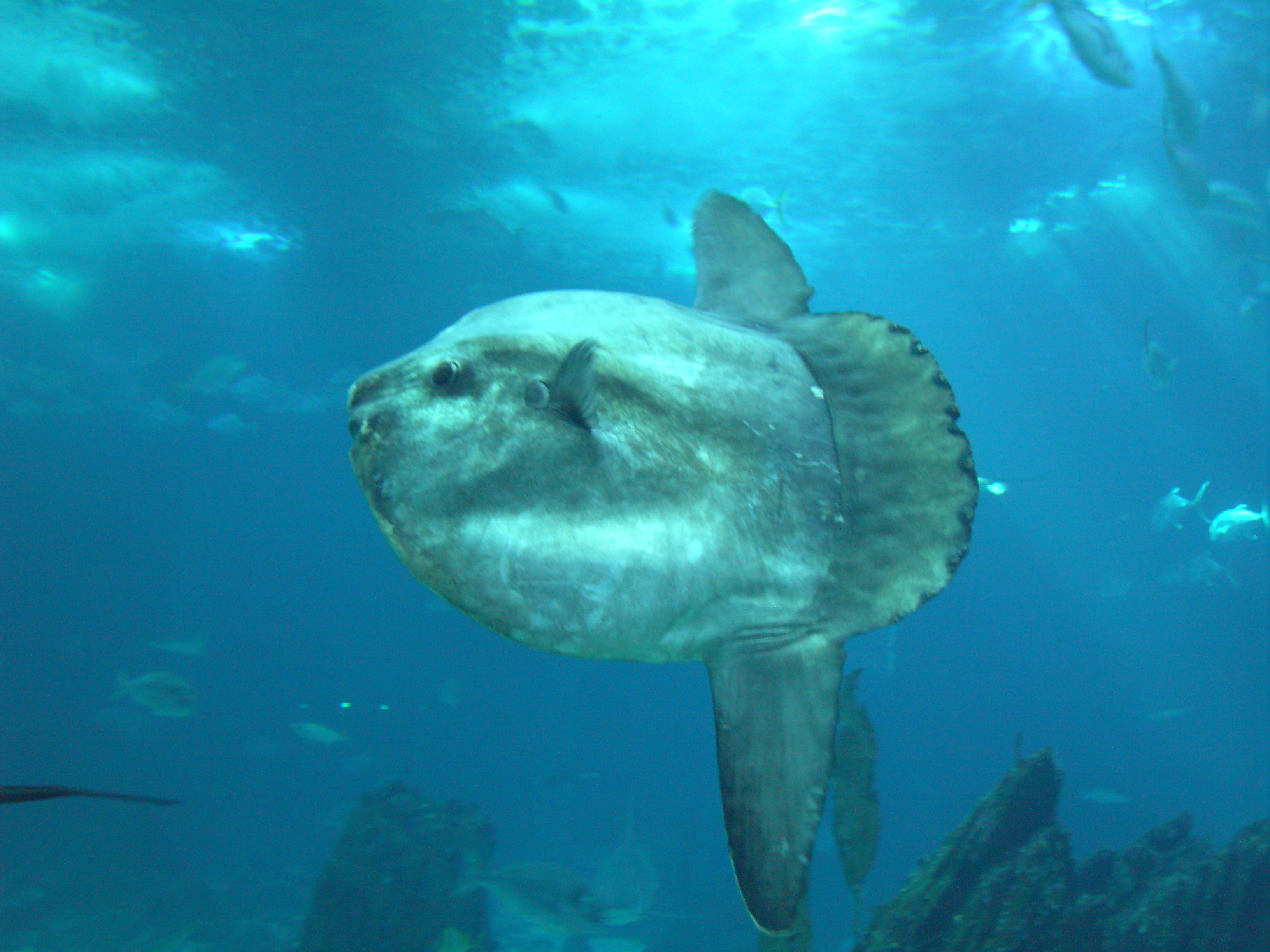
Cá mặt trăng.
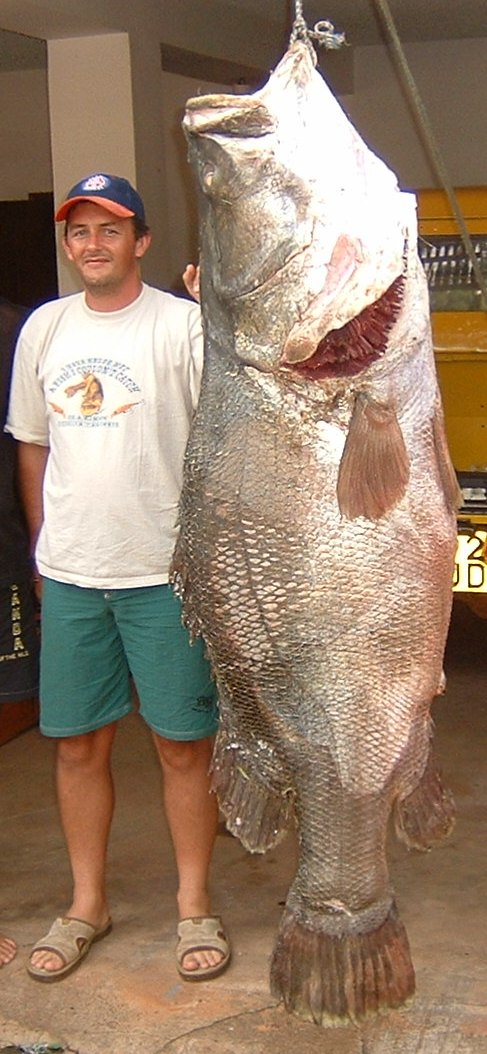
Cá rô sông Nile
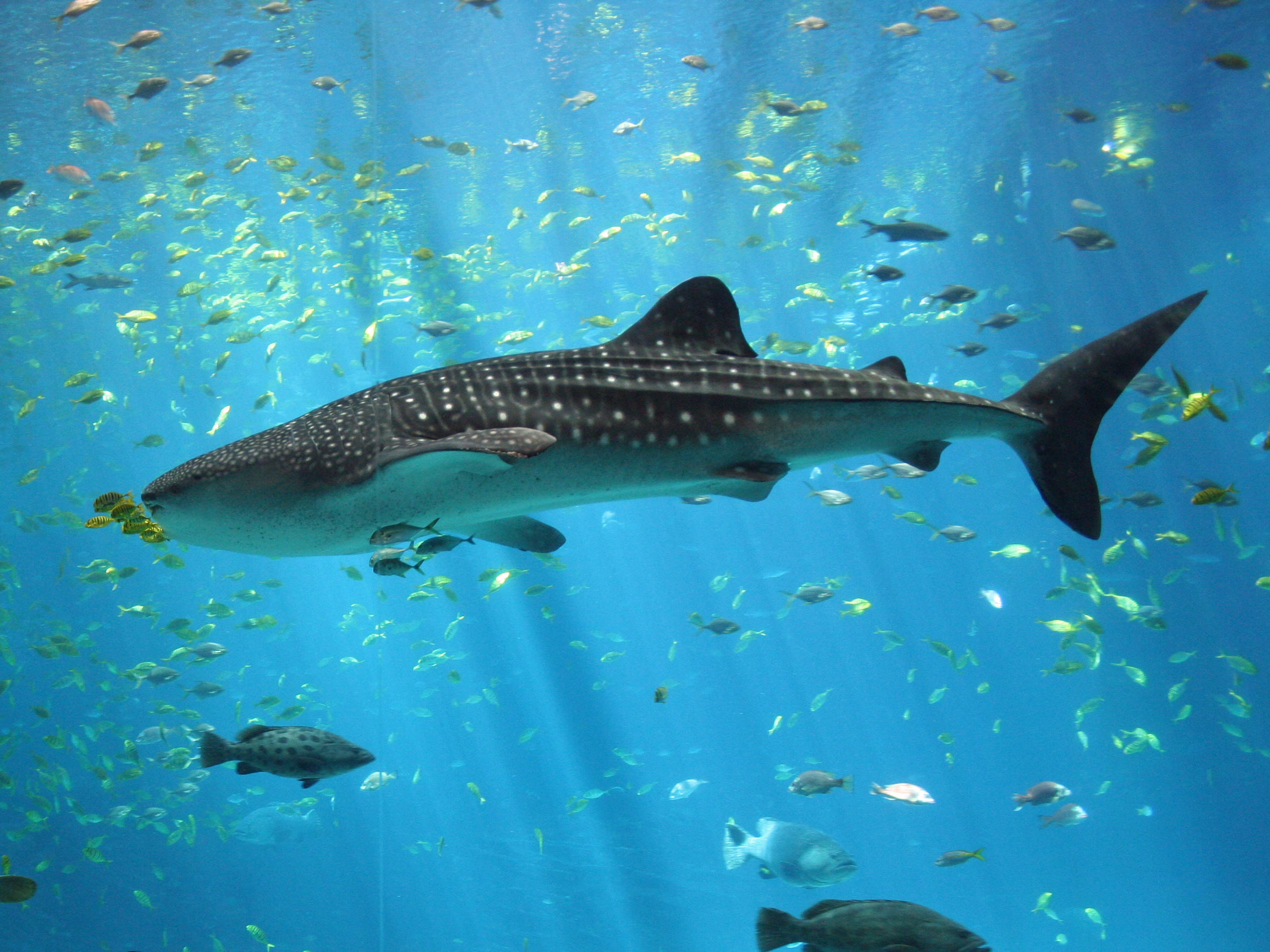
Cá nhám voi.
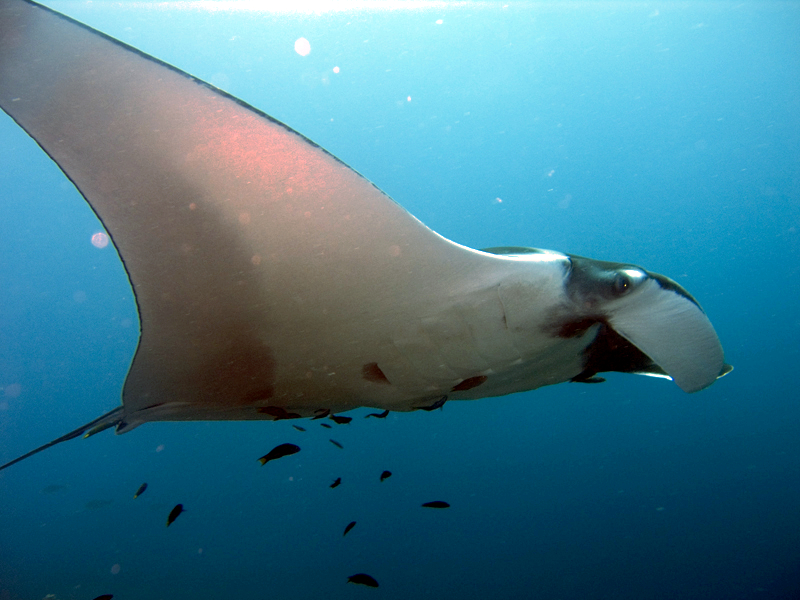
Cá đuối.
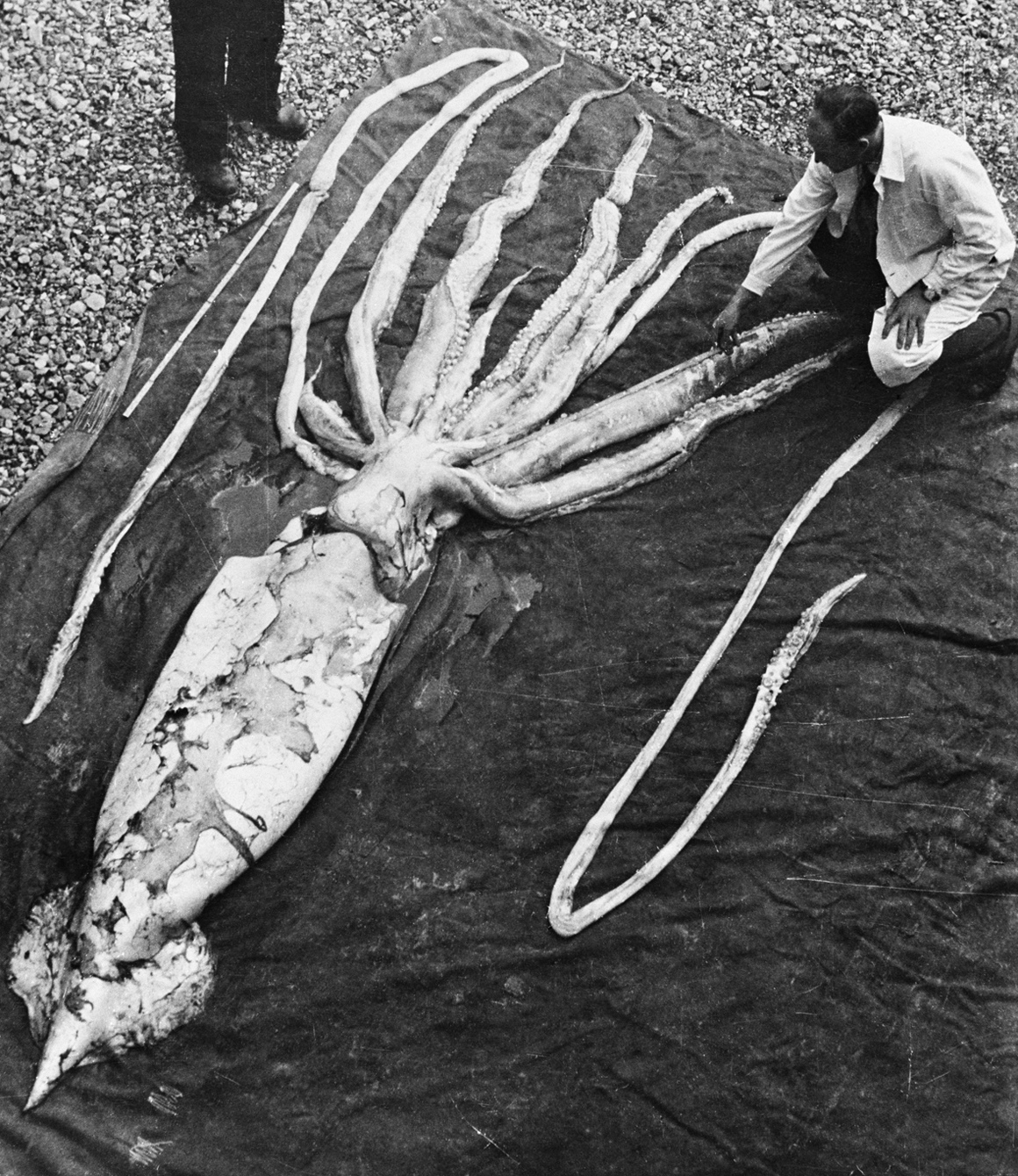
Mực ống khổng lồ.